# Bitwa pod Smoleńskiem (1941)
Bitwa pod Smoleńskiem – bitwa stoczona podczas operacji Barbarossa na froncie wschodnim II wojny światowej pomiędzy 6 lipca a 5 sierpnia 1941 roku w rejonie miasta Smoleńsk, 400 km na zachód od Moskwy. Była to pierwsza bitwa wojny niemiecko-radzieckiej, w której oddziały Armii Czerwonej stawiły poważny opór siłom Wehrmachtu i poważnie opóźniły ofensywę wojsk Osi w głąb Związku Radzieckiego. Do momentu rozpoczęcia bitwy wojska hitlerowskich Niemiec i ich sojuszników wdarły się 500 km w głąb Związku Radzieckiego bez poważniejszych problemów w ciągu 18 dni od chwili rozpoczęcia operacji Barbarossa 22 czerwca 1941 roku.
W bitwie smoleńskiej po stronie niemieckiej wzięły udział 2 Grupa Pancerna dowodzona przez gen. Heinza Guderiana i 3 Grupa Pancerna gen. Hermanna Hotha. Po stronie radzieckiej walczyły Front Zachodni dowodzony przez marsz. Siemiona Timoszenkę, Front Rezerwowy dowodzony przez gen. Żukowa, Front Centralny gen. Fiodora Kuzniecowa oraz Front Briański dowodzony przez gen. Andrieja Jeriomienkę.
Ostatecznie 16, 19 oraz 20 Armia radziecka zostały okrążone na północ i wschód od Smoleńska, jednak mimo to wielu jednostkom ze składu tych armii udało się uciec z kotła.
Pomimo taktycznego sukcesu wojsk niemieckich, straty w ludziach i sprzęcie poniesione przez napastników podczas przedłużającej się bitwy były bardzo dotkliwe, a  dwumiesięczne opóźnienie natarcia na Moskwę okazało się decydującym czynnikiem dla pokonania Wehrmachtu przez Armię Czerwoną podczas bitwy pod Moskwą trzy miesiące później.

## Wstęp
22 czerwca 1941 roku III Rzesza zaatakowała Związek Radziecki, rozpoczynając operację Barbarossa. Na początku ofensywa odnosiła spektakularne sukcesy, a zaskoczeni żołnierze radzieccy nie byli w stanie stawić zorganizowanego oporu. Po trzech tygodniach walk wojska niemieckie dotarły do rzek Dźwina i Dniepr, planując bez zatrzymania kontynuować ofensywę. Natarcie przeciwko głównemu celowi – Moskwie – było prowadzone przez wojska Grupy Armii „Środek” dowodzonej przez gen. Fedora von Bocka. Kolejnym celem tego związku strategicznego na drodze do stolicy ZSRR było miasto Smoleńsk. Niemiecki plan zakładał przekroczenie Dniepru i okrążenie Smoleńska od południa przez 2 Grupę Pancerną, podczas gdy 3 Grupa Pancerna miała zamknąć pierścień okrążenia wokół miasta od północy.
Po początkowych porażkach Armia Czerwona starała się zreorganizować swoje siły i podjąć kilka kroków w celu zapewnienia bardziej zdeterminowanego oporu. Nowa linia obrony miała zostać ustanowiona wokół Smoleńska. Radziecki przywódca Józef Stalin mianował Timoszenkę dowódcą obrony Smoleńska i przekazał mu pięć armii z rezerw strategicznych. Armie te miały przeprowadzić serię kontrataków w celu zatrzymania ofensywy nieprzyjaciela. Niemieckie dowództwo nie wiedziało o radzieckich przygotowaniach obronnych, dopóki żołnierze nie natknęli się na nowe umocnienia na polu bitwy.
Naprzeciw wojsk niemieckich wzdłuż brzegów Dniepru i Dźwiny rozciągały się fortyfikacje tzw. linii Stalina. Broniące jej wojska składały się z 13 Armii Frontu Zachodniego oraz z 20, 21 i 22 Armii rezerwy Stawki. Kolejna armia, 19, formowana była w Witebsku, podczas gdy 16 Armia zbliżała się już do Smoleńska.
W radzieckiej historiografii bitwę pod Smoleńskiem (właściwie kampanię) dzielono na kilka faz. Fazy te były z kolei podzielone na konkretne operacje, mające na celu zatrzymanie niemieckiej ofensywy i tym samym niedopuszczenie do zamknięcia się pierścienia okrążenia:
- Bitwa pod Smoleńskiem (10 lipca – 10 września 1941)
  - Smoleńska Operacja Obronna (10 lipca – 10 sierpnia 1941)
  - Smoleńska Operacja Ofensywna (21 lipca – 7 sierpnia 1941)
  - Rochaczowsko-Żłobińska Operacja Ofensywna (13–24 lipca 1941)
  - Homelsko-Trubecka Operacja Obronna (24 lipca – 30 sierpnia 1941)
  - Duchowszczyńska Operacja Ofensywna (17 sierpnia – 8 września 1941)
  - Jelnińska Operacja Ofensywna (30 sierpnia – 8 września 1941)
  - Rosławsko-Nowozybkowska Operacja Ofensywna (30 sierpnia – 12 września 1941)

## Przebieg bitwy

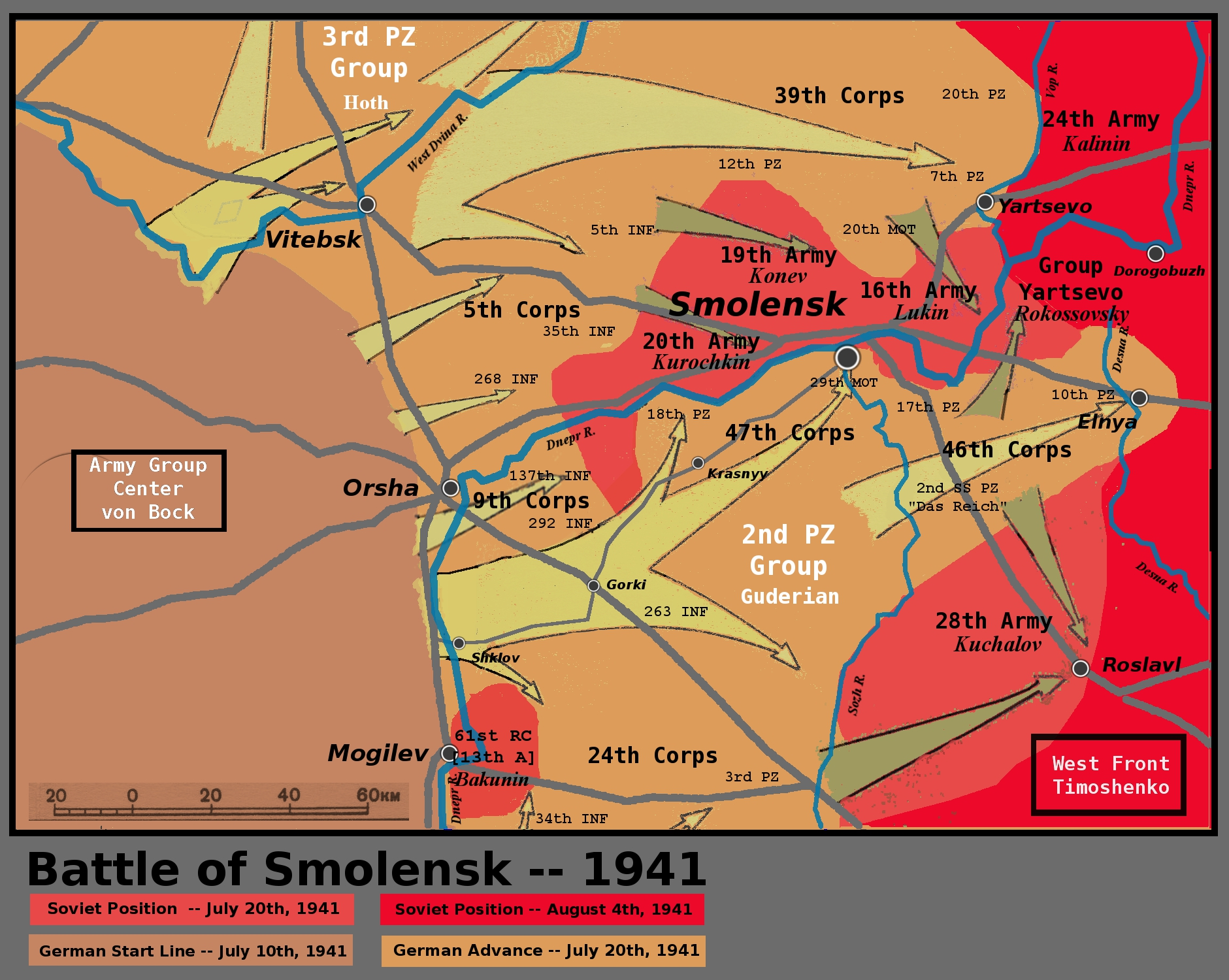
Mapa przebiegu bitwy pod Smoleńskiem

Przed niemieckim atakiem Sowieci przeprowadzili własną ofensywę. 6 lipca 7 i 5 Korpus Zmechanizowany 20 Armii radzieckiej przeprowadziły atak za pomocą 1500 czołgów w pobliżu Lepeli. Jednak ta kontrofensywa natychmiast napotkała na opór niemieckiej 7 Dywizji Pancernej, w konsekwencji czego obydwa korpusy radzieckie zostały praktycznie zmiecione z powierzchni ziemi. Ich siła oficjalnie wynosiła 1545 czołgów, jednak duża liczba z nich prawdopodobnie zepsuła się, zanim dotarła do linii frontu i ostatecznie tylko ok. 700 czołgów brało udział w walce.
10 lipca Niemcy rozpoczęli swoją własną ofensywę, kiedy to 2 Grupa Pancerna Guderiana rozpoczęła atak z zaskoczenia przez rzekę Dniepr. Siły Guderiana zdziesiątkowały osłabioną radziecką 13 Armię, która stała naprzeciwko jego wojsk. 13 lipca Guderian minął Mohylew, zamykając tym samym w pułapce wiele radzieckich dywizji. Przednie jednostki niemieckie, takie jak 29 Zmotoryzowana Dywizja Piechoty, znajdowały się już zaledwie 18 km od Smoleńska. Tymczasem 20 Dywizja Pancerna 3 Grupy Pancernej ustanowiła przyczółki mostowe na wschodnim brzegu rzeki Dźwina i zagroziła wojskom radzieckim koło Witebska. Kiedy obie niemieckie grupy pancerne nacierały na wschód, w tym samym czasie trzy radzieckie armie, 20, 19 i 16, stanęły przed groźbą okrążenia w rejonie Smoleńska. Od 11 lipca Sowieci przeprowadzali serię synchronizowanych kontrataków. 19 i 20 Armia zaatakowały w okolicach Witebska, podczas gdy 21 Armia i resztki 3 Armii atakowały południową flankę 2 Grupy Pancernej w pobliżu Bobrujska.

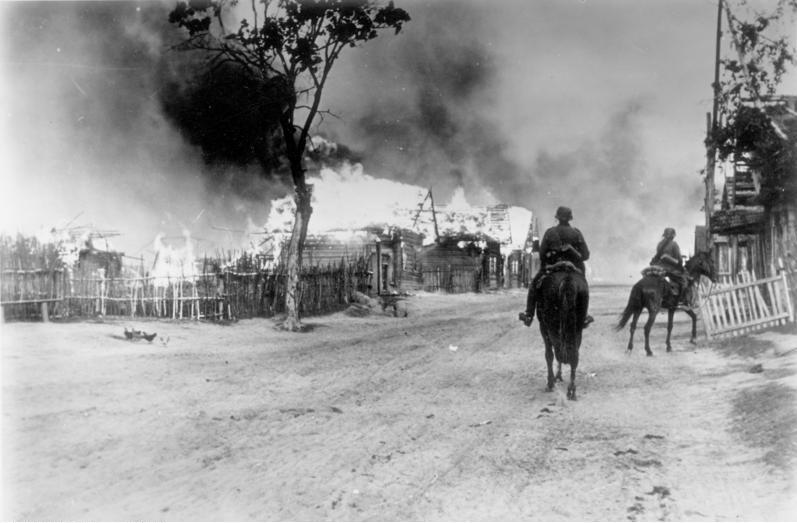
Niemiecka kawaleria w płonącym mieście niedaleko Mohylewa 16 lipca 1941 roku

W tym samym czasie kilka radzieckich armii przeprowadzało kontrataki w sektorach niemieckich Grup Armii „Północ” i „Południe”. Ten ogólnofrontowy wysiłek był najwyraźniej częścią generalnego planu realizacji radzieckiego przedwojennego planu obronnego. Jednakże mimo kontrataków Armii Czerwonej, które w jakimś stopniu spowalniały Niemców, ich znaczenie było tak marginalne, że Niemcy ledwo zorientowali się, iż była to próba większych, skoordynowanych wysiłków obronnych. Niemiecka ofensywa była tym samym kontynuowana.
Tymczasem 3 Grupa Pancerna Hotha nacierała na północ, a następnie na wschód, równolegle z wojskami Guderiana, zajmując Połock i Witebsk. 7 i 20 Dywizja Pancerna dotarły do rejonów na wschód od Smoleńska w rejonie Jarcewa 15 lipca. W tym samym czasie 29 Zmotoryzowana Dywizja Piechoty grupy Guderiana, wspierana przez 17 Dywizję Pancerną, wkroczyła do Smoleńska i zajęła większość obszaru miasta, z wyjątkiem przedmieść. Wojska niemieckie przewidywały tydzień ciężkich walk ulicznych z powodu powtarzających się ataków radzieckiej 16 Armii mających na celu wyzwolenie miasta. Guderian oczekiwał, że ofensywa będzie jednak kontynuowana w kierunku Moskwy jako głównego celu jego wojsk, dlatego wysłał 10 Dywizję Pancerną w kierunku rzeki Desna w celu ustanowienia przyczółka mostowego na wschodnim brzegu w miejscowości Jelnia. Jednakże w przeciwieństwie do założeń Guderiana, Adolf Hitler i Oberkommando der Wehrmacht chcieli uwięzić wojska radzieckie w Smoleńsku, dlatego rozkazano Guderianowi zamknąć pierścień okrążenia. Guderian nie wierzył w sens rozproszenia sił w taki sposób, co z resztą znalazło swoje uzasadnienie, kiedy Sowieci zaatakowali ten przyczółek mostowy dwa miesiące później (była to pierwsza udana pod względem taktycznym ofensywa Armii Czerwonej podczas wojny niemiecko-radzieckiej).

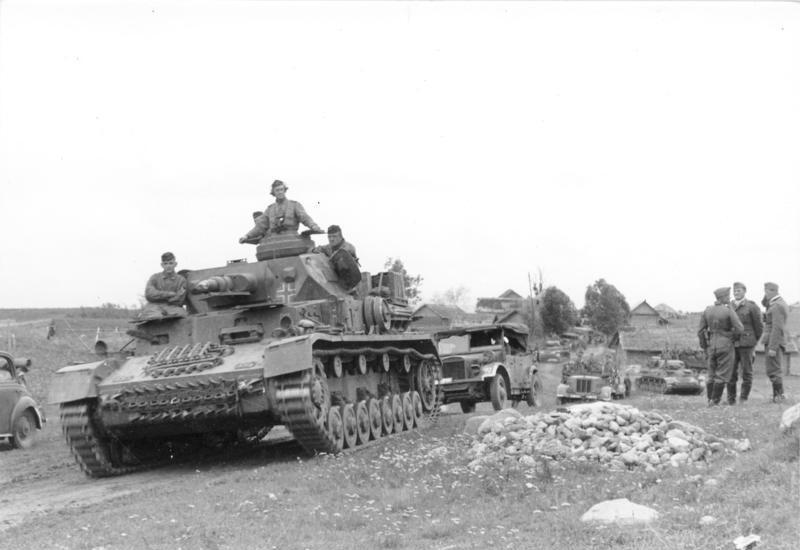
Niemieckie czołgi PzKpfw IV w Witebsku w lipcu 1941 roku

Na północy z kolei 3 Grupa Pancerna Hotha poruszała się ze znacznie mniejszą prędkością. Teren był bagnisty, padał deszcz, a Sowieci walczyli zażarcie, próbując uciec z zaciskającego się dookoła nich pierścienia okrążenia. 18 lipca dwa potężne ramiona dwóch niemieckich grup pancernych miały już tylko 16 km do pokonania, aby się spotkać. Timoszenko wyznaczył nowo awansowanego gen. Konstantego Rokossowskiego, przeniesionego z frontu ukraińskiego, na dowódcę zebranych ad hoc sił (uzupełnianych na bieżąco), które zatrzymały natarcie 7 Dywizji Pancernej, stabilizując chwilowo sytuację. Otwarta luka w pierścieniu okrążenia pozwoliła uciec dużej ilości wojsk radzieckich, które następnie pomagały w utrzymaniu korytarza, by inne jednostki mogły nim przejść. Jednocześnie Sowieci przenieśli żołnierzy z nowo sformowanych jednostek w rejon wokół Smoleńska. Chodzi mianowicie o 29, 30, 28 i 24 Armię. Te nowo sformowane jednostki miały natychmiast po przybyciu (czyli od 21 lipca) rozpocząć zmasowane kontrataki przeciwko niemieckim wojskom w rejonie Smoleńska. Działania te wywarły pewien wpływ na nadmiernie rozciągnięte niemieckie siły pancerne, które miały za zadanie osłaniać zbyt długi odcinek frontu. Jednakże zła koordynacja działań wojsk radzieckich i ich szwankująca logistyka umożliwiły Niemcom skuteczną obronę przed atakami nieprzyjaciela. Jednocześnie kontynuowano okrążanie radzieckich sił. Ataki ze strony Armii Czerwonej trwały do 30 lipca.
Ostatecznie 27 lipca Niemcy byli w stanie połączyć swoje wojska i zamknąć kocioł na wschód od Smoleńska, łapiąc w nim dużą część wojsk 16, 19 i 20 Armii. Jednakże kilka dni później spore siły radzieckie prowadzone przez 20 Armię zdołały wydostać się z kotła z pomocą wciąż trwającej radzieckiej ofensywy wzdłuż smoleńskiej linii frontu. Po tym, jak kocioł został ponownie zamknięty, do niemieckiej niewoli dostało się ok. 300 tys. radzieckich żołnierzy.

## Po bitwie

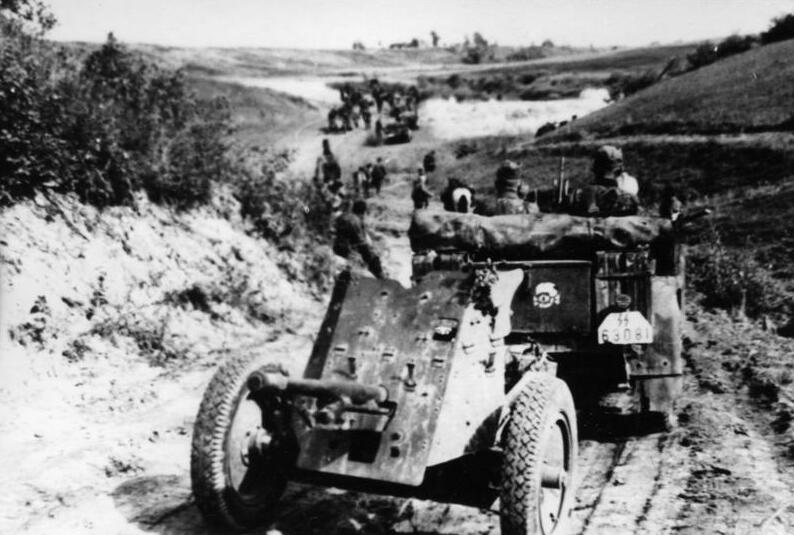
Niemiecka jednostka zmotoryzowana podczas natarcia na Smoleńsk. Widoczna na zdjęciu armata przeciwpancerna to PaK 36

Bitwa pod Smoleńskiem była kolejną z serii poważnych porażek Sowietów w początkowej fazie operacji Barbarossa. Jednakże Niemcom zwycięstwo to nie przyszło bez strategicznych konsekwencji. Po raz pierwszy w wojnie z III Rzeszą Sowieci spróbowali przeprowadzić zdeterminowany i skoncentrowany kontratak wzdłuż długiej linii frontu. Krzepnący radziecki opór pokazał, że Armia Czerwona nadal nie została pokonana i że blitzkrieg na Moskwę jest zagrożony. Doprowadziło to do podzielenia zdań w niemieckim naczelnym dowództwie na temat prowadzenia dalszych działań. Dowódcy Sztabu Generalnego, Franz Halder i Walther von Brauchitsch oraz dowódcy liniowi tacy jak Bock, Hoth i Guderian naciskali, aby nie rozciągać niemieckich jednostek pancernych i skupić się bezpośrednio na Moskwie. Hitler podkreślał jednak, że Moskwa nie ma żadnego większego znaczenia strategicznego, rozkazując skoncentrowanie wojsk na celach o dużym znaczeniu gospodarczym, takich jak Ukraina, Zagłębie Donieckie oraz Kaukaz i zamykanie sił wroga w kolejnych, lokalnych okrążeniach, by jeszcze bardziej osłabić Armię Czerwoną. W wyniku tego niemiecka ofensywa była w przyszłości jeszcze bardziej rozbita, co doprowadziło do bitew o Kijów i Humań. Bitwy te były ponownie zdecydowanymi zwycięstwami niemieckimi, ale także kosztowały ich sporo czasu w natarciu na Moskwę, co pozwoliło Sowietom przygotować obronę miasta i ściągnąć posiłki z Dalekiego Wschodu.